# Berteke Waaldijk
Maria Lambertina (Berteke) Waaldijk (1957) is een Nederlands sociaal historica en hoogleraar Taal- en cultuurstudies aan de Faculteit Geesteswetenschappen van de Universiteit Utrecht en onderwijsdirecteur Liberal Arts and Sciences. Ze is gespecialiseerd in genderstudies en doet wetenschappelijk onderzoek naar de geschiedenis van sekse, cultuur en burgerschap.
Op 30 september 2024 gaf ze haar afscheidsrede als hoogleraar Taal- en Cultuurstudies: 'Vrijheid, gelijkheid en gezelligheid: Over stages en academische vrijheid'.
Waaldijk studeerde (sociale) geschiedenis in Groningen (tot en met 1982) en verdiepte zich in filosofie en genderstudies. In Rotterdam promoveerde ze in 1996 op een proefschrift over sekse en geschiedenis van maatschappelijk werk in Nederland en de Verenigde Staten.
Ze werkte als docent aan de Universiteit van Groningen waar genderstudies nog geen plek had en startte er een cursus over gender. Vervolgens verhuisde ze naar de Universiteit van Utrecht waar ze de gelegenheid kreeg een hoofdrichting in het vakgebied genderstudies op te zetten, destijds nog onder de naam 'Vakgroep vrouwenstudies'.
Zij is hoogleraar Taal- en cultuurstudies in de Faculteit Geesteswetenschappen van Universiteit Utrecht en aangesloten bij het Graduate Gender Programme. Waaldijk doet historisch onderzoek naar de geschiedenis van sekse, cultuur en burgerschap. Zij publiceert over geschiedenis van sociaal werk in Nederland en Europa, koloniale cultuur en burgerschap,  Nederlandse vrouwenbewegingen in 19e en 20e eeuw en over gender, geschiedenis en wetenschapskritiek. Naast dit  onderzoek is zij betrokken bij ontwikkeling & kwaliteitszorg van universitair onderwijs en didactiek, in het bijzonder op gebied van Gender Studies in Europa en ten bate van de brede bacheloropleiding Taal- en cultuurstudies in Utrecht. Waaldijk is betrokken bij initiatieven die community based research in studieprogramma's integreren.  
Waaldijk was van 2006 tot 2009 academisch coördinator Athena3 (Advance Thematic Network in European Women's Studies). Zij was (2005-2010) project-leider van "Work, Gender and Society" in het EU-Framework 6 Network of Excellence CliohRES. Zij was mede oprichter van ATGENDER, the European Association for Gender Research, Education and Documentation. Zij was voorzitter van de Europese redactie van de 'Tuning-Brochure' Reference Points for the Design and Delivery of Degree Programmes in Gender Studies.

## Publicaties (selectie)
- Ambon, eer & schuld : politiek en pressie rond de Republiek Zuid-Molukken, met Doeko Bosscher, 1985
- Het Amerika der vrouw : sekse en geschiedenis van maatschappelijk werk in Nederland en de Verenigde Staten, Proefschrift Erasmus Universiteit Rotterdam. Groningen, uitgever Wolters-Noordhoff, 1996
- Feministische Openbaarheid. De Nationale Tentoonstelling van Vrouwenarbeid in 1898, met Maria Grever, Amsterdam, uitgever Stichting Beheer IISG/IIAV, 1998
- Honderd jaar sociale arbeid : portretten en praktijken uit de geschiedenis van het maatschappelijk werk, met Jaap van der Stel en Geert van der Laan (red.), Assen, Uitgeverij Van Gorcum, 1999
- Talen naar cultuur : burgerschap en de letterenstudies, Inaugurele rede Universiteit Utrecht, 2005
- Mission Interrupted: Gender, History and the Colonial Canon, in: Beyond the Canon. History for the Twenty-first Century (pp. 188-205), Maria Grever & Siep Stuurman (red.), Basingstoke & New York: Palgrave Macmillan, 2007
- Vrouwenhulpverlening 1975-2000 : beweging in en rond de gezondheidszorg, met Janneke van Mens-Verhulst, 2008